# Аркаултау
Аркаултау (башк. Арҡауыл тау, рос. Аркаултау) — гора в Ішимбайському районі Башкортостану. Висота — 320 м. Розташована в лісистій місцевості. Належить до системи Південного Уралу. Біля гори розпочинаються річки Бузайгир та Солений (притока Селеука).
В радянські роки поблизу гори побудовані «піонерські табори».